# Jasper (Georgia)
Jasper is een plaats (city) in de Amerikaanse staat Georgia, en valt bestuurlijk gezien onder Pickens County.

## Demografie
Bij de volkstelling in 2000 werd het aantal inwoners vastgesteld op 2167.
In 2006 is het aantal inwoners door het United States Census Bureau geschat op 3032, een stijging van 865 (39,9%).

## Geografie
Volgens het United States Census Bureau beslaat de plaats een oppervlakte van
8,5 km², geheel bestaande uit land. Jasper ligt op ongeveer 452 m boven zeeniveau.

## Plaatsen in de nabije omgeving
De onderstaande figuur toont nabijgelegen plaatsen in een straal van 28 km rond Jasper.